# Pseudoglenea densepuncticollis
Pseudoglenea densepuncticollis is een keversoort uit de familie van de boktorren (Cerambycidae). De wetenschappelijke naam van de soort werd voor het eerst geldig gepubliceerd in 1963 door Gilmour & Breuning.